# Truncatella granum
Truncatella granum is een slakkensoort uit de familie van de Truncatellidae. De wetenschappelijke naam van de soort is voor het eerst geldig gepubliceerd in 1872 door Garrett.